# Vaumas
Vaumas – miejscowość i gmina we Francji, w regionie Owernia-Rodan-Alpy, w departamencie Allier.

## Demografia
Według danych na rok 1990 gminę zamieszkiwały 592 osoby, a gęstość zaludnienia wynosiła 17 osób/km². W styczniu 2015 r. Vaumas zamieszkiwało 560 osób, przy gęstości zaludnienia wynoszącej 16,1 osób/km².